# Министерство окружающей среды Польши
Министерство окружающей среды Польши — орган исполнительной власти, был создан в 1973 году для решения вопросов, связанных с охраной окружающей среды Польши.
Министерство существовало под разными названиями с 1972 года. Оно обрело своё нынешнее название в 1999 году.
Текущий польский министр окружающей среды — Ян Шишко.